# لبه‌دارسانان
لبه‌دارسانان (نام علمی: Lecanorales) نام یک راسته از رده قارچ‌های لبه‌دار است.